# A hymn of St Columba
A hymn to St Columba – Regis regum rectissimi is een compositie van Benjamin Britten. Het is een hymne geschreven ter gelegenheid van de 1400-ste verjaardag van de reis van missionaris Columba van Ierland naar Iona. Britten schreef het werk in een periode waarin hij het War Requiem net achter zich had gelaten en bezig was met zijn Symfonie voor cello en orkest. Die twee zouden erkend worden als zijn meesterwerken en ook als toonaangevende muziek binnen de klassieke muziek van de 20e eeuw.
A hymn to St Columba is geschreven voor gemengd koor (SATB): sopranen, alten, tenor, baritons met begeleiding door orgel. De tekst is uit het Latijn. Havelock Nelson dirigeerde de Ulster Singers in de eerste uitvoering op 2 juni 1963. Plaats van handeling was Churchill in County Donegal nabij de geboorteplaats van de heilige.
Derek Hill is een kunstschilder uit Donegal.

## Discografie
- Uitgave Chandos: Finzi Singers o.l.v. Paul Spicer een opname uit 1995
- Uitgave Naxos: St John’s College Choir o.l.v. Christopher Robinson uit 1999
- andere opnamen zijn verkrijgbaar, maar meestal bestemd voor de Britse markt.